# Pszeudo-Geber

Geberi philosophi ac alchimistae maximi de alchimia libri tres, 1531, [http://www.chemheritage.org Chemical Heritage Foundation

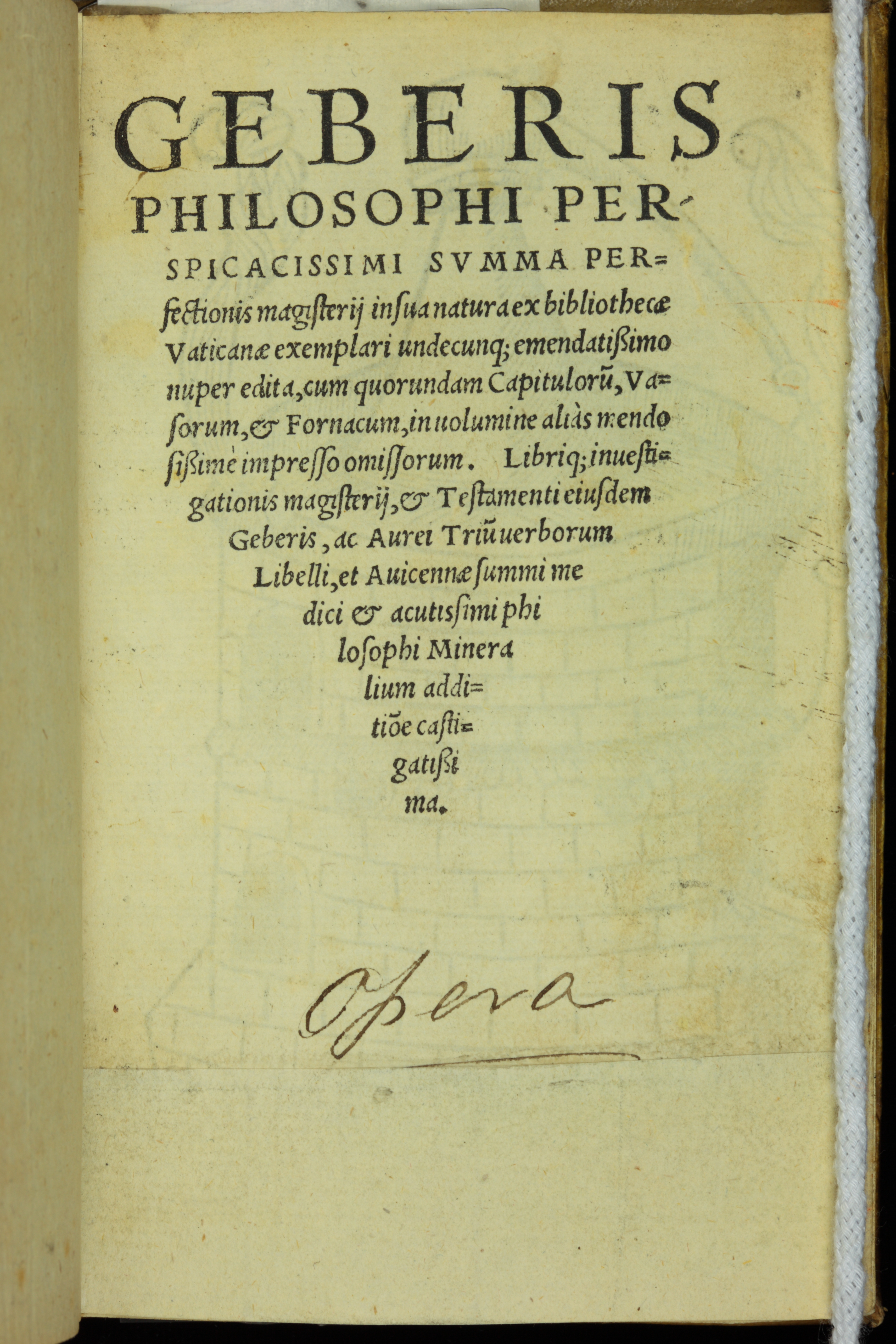
Geberis philosophi perspicacissimi, summa perfectionis magisterii, 1542

Pszeudo-Geber („hamis Geber”) néven egy névtelen 13. századi születésű európai alkimista ismert (időnként tarantói Pállal azonosítják), aki vegyészeti és kohászati témákban írt könyveket „Geber” álnéven.
A „Geber” eredetileg Dzsábir ibn Hajján 9. századi alkimista rövidített és latinizált neve volt. Európában a 14. századtól évszázadokon át úgy hitték, hogy „Geber” azonos volt Dzsábir ibn Hajjánnal, és hogy „Geber” könyveit arabról fordították. A 13. századi európai alkimisták nagyra tartották az arab vegyészetet, így Pszeudo-Geber felvette híres elődjének nevét, hogy több megbecsülést nyerjenek a munkái. Egy-egy nagy előd nevének felvételét pszeudoepigráfiának nevezik, és a középkorban gyakori jelenség volt. A középkori írásoknak széles palettáját terjesztették például Pszeudo-Arisztotelész szerzőségével.
Pszeudo-Geber igen nagy hatással volt a vegyészetre és a kohászatra a késő középkori Európában – alighanem nagyobb hatással, mint bármely más szerző.

## A Pszeudo-Geber Gyűjtemény és a Geber-probléma
Az alábbi könyveket „Pseudo-Geber Corpus” (Pszeudo-Geber Gyűjtemény) néven ismerik. A 16. század első felében többféle nyomtatásban is kiadták őket. ezt megelőzően pedig nagyjából kétszáz éven át voltak jelen a tudományos életben. A feltüntetett szerző „Geber” vagy „Gebri Arabis” (latinul „az arab Geber”) volt, és egyes változatokban bizonyos Rodogero Hispalensi-t (sevillai Rodogero) tüntették fel fordítóként.
- Summa perfectionis magisterii
- Liber fornacum („Kemencék könyve”)
- De investigatione perfectionis („A tökély vizsgálatáról”)
- De inventione veritatis („Az igazság felfedezéséről”).

Illetve:
- Testamentum Geberi
- Alchemia Geberi

Az alkímiai elmélet és laboratóriumi gyakorlat legvilágosabb addig megjelent kifejtése lévén Pszeudo-Geber munkásságát széles körben olvasták és használták fel az európai alkimisták, miután ezen a területen általában miszticizmus, titokzatosság és többértelműség uralkodtak. A Summa Perfectionis a késő középkori Nyugat-Európa egyik leggyakrabban olvasott alkímiai könyve volt. A következő három könyv rövidebb és jórészt a Summa Perfectionis anyagát tartalmazzák tömörebb változatban. A Testamentum Geberi és az Alchemia Geberi Marcellin Berthelot szerint „vitán felül hamisak, későbbről származnak [a másik négynél]”, és általában nem tekintik őket a Pseudo-Geber Corpus részének. Szerzőjük nem azonos az első négy könyvével, habár az sem bizonyos, hogy azok ugyanattól a szerzőtől származnak.
Az a feltevés, hogy a gyűjteményt arabból fordították volna, a késő 19. században bukott meg Kopp, Hoefer, Berthelot és Lippmann tanulmányai nyomán. A gyűjteményre egyértelműen hatást gyakoroltak a középkori arab írók (főleg Ar-Rázi, nem pedig a névadó Dzsábir). Az első négy könyv valószínűleg 1310-re készülhetett el; ennél nem lehetnek sokkal korábbiak, mert Summa Perfectionis-nak a világon sehol nincs nyoma a 13. század előtt. Nem említik például Albertus Magnus és Roger Bacon 13. századi munkái sem. Egyetlen arab változat sem ismert. Tartalmuk nagyjából az 1300-as évekbeli Európa tudását tükrözi. Ennek egyik legfontosabb bizonyítéka, hogy a benne szereplő új tudásanyag – többek közt a salétromsav, a királyvíz, a kénsav és az ezüst-nitrát – ismeretlen a korábbi arab művekben.

## Fordítás
- Ez a szócikk részben vagy egészben  a   Pseudo-Geber című angol Wikipédia-szócikk ezen változatának fordításán alapul.  Az eredeti cikk szerkesztőit annak laptörténete sorolja fel. Ez a jelzés csupán a megfogalmazás eredetét és a szerzői jogokat jelzi, nem szolgál a cikkben szereplő információk forrásmegjelöléseként.